# Graafschap Castell
Het graafschap Castell was een tot de Frankische Kreits behorend graafschap binnen het Heilige Roomse Rijk, enkele kleine lapjes grond gekneld tussen de grote prinsbisdommen Würzburg en Bamberg, met als centrum het stadje Castell.

graafschap Castell

## Historie van het graafschap
In 1091 wordt de eerste persoon genoemd die deel uitmaakt van het edelvrije geslacht Castell. De edelen voerden sinds 1205 de graventitel. Omstreeks 1258 is hun macht op zijn hoogtepunt en verkrijgen ze de landshoogheid. Omstreeks 1260 werd het graafschap verdeeld.
In 1457 werd het inmiddels sterk verkleinde graafschap een leen van het prinsbisdom Würzburg. De graven van Castell waren ook erfelijk schenker van het prinsbisdom.
Ondanks deze verlaging tot leenman wisten de graven hun positie als rijksstand te handhaven.
In 1528 werd het graafschap herenigd. Tussen 1546 en 1559 werd de Reformatie ingevoerd. In 1556 werd de heerlijkheid Remlingen geërfd van de graven van Wertheim. In 1597 werd het graafschap verdeeld onder de zoons van Georg II:
- Wolfgang II kreeg Castell en Remlingen
- Gotfried kreeg Rüdenhausen (uitgestorven in 1803)

Van 1668 tot 1717 was er een jongere tak Remlingen van Castell-Castell afgesplitst. Deze tak was katholiek.
Van 1709 tot 1767 was er ook een jongere tak in Castell-Castell, maar toen resideerde de oudste tak te Remlingen en de jongere in Castell. In 1747 voerde Castell-Rüdenhausen het eerstgeboorterecht in en in 1797 Castell-Remlingen.
In 1773 volgden de broers August Frederik Karel en Christiaan Frederik gemeenschappelijk in Castell-Castell. Na het uitsterven van Castell-Rüdenhausen in 1803 stichtten beide broers de nieuwe taken Castell-Castell en Castell-Rüdenhausen
Artikel 24 van de Rijnbondakte van 12 juli 1806 stelde het graafschap Castell onder de soevereiniteit van het koninkrijk Beieren: de mediatisering.
Het verdrag van Parijs van 26 mei 1810 tussen het koninkrijk Beieren en het groothertogdom Würzburg stelde een andere grens vast tussen beide staten. Delen van het voormalige graafschap Castell, waaronder Castell en Rüdenhausen zelf, kwamen daardoor bij Würzburg. Het Congres van Wenen van 1815 voegde het groothertogdom Würzburg bij Beieren, zodat alle gebieden van het voormalige graafschap Castell weer bij één land hoorden.

## Bezit
Naast het graafschap bezaten de graven ook gebieden die tot de rijksridderschap behoorden:
- Oberdischingen (1661), Bach (1721) en Wernau (1785) maakten deel uit van het kanton Donau van de ridderkreits Zwaben
- Urspringen maakte deel uit van het kanton Rhön-Werra van de ridderkreits Franken
- verder nog gebied binnen het kanton Steigerwald

Graafschap Castell-Remlingen:
- de ambten Castell, Remlingen en Burghasslach
- de geïnkorporeerde ambten Rehweiler, Breitenlohe (Kanton Steigerwald) en Gleissenberg (Kanton Steigerwald)
- het geïnkorporeerde riddergoed Buchbach (Kanton Steigerwald)

Graafschap Castell-Rüdenhausen
- het ambt Rüdenhausen

Castell gemeenschappelijke heerschappij:
- Limpurgsche lenen (Possenheim)
- het ambt Urspringen (kanton Rhön-Werra)

## Regenten van 1498 tot 1597
| regering       | naam        | geboren    | overleden  | familie |
| -------------- | ----------- | ---------- | ---------- | ------- |
| 1498-1546      | Wolfgang I  | 12-3-1482  | 5-7-1546   |         |
| 1546-1577      | Koenraad II | 10-7-1519  | 8-7-1577   | zoon    |
| 1546/1577-1595 | Hendrik II  | 13-2-1525  | 20-9-1595  | broer   |
| 1546/1577-1597 | Georg II    | 16-11-1527 | 12-11-1597 | broer   |

## Regenten van Castell-Remlingen (Castell-Castell)
| regering  | naam                      | geboren   | overleden  | familie                          |
| --------- | ------------------------- | --------- | ---------- | -------------------------------- |
| 1597-1631 | Wolfgang II               | 20-7-1558 | 30-4-1631  | zoon van Georg II                |
| 1631-1668 | Wolfgang Georg            | 27-1-1610 | 15-5-1668  | zoon                             |
| 1668-1709 | Wolfgang Dietrich         | 6-1-1641  | 8-4-1709   | zoon                             |
| 1709-1743 | Karel Frederik Gottlieb   | 16-4-1679 | 9-5-1743   | zoon                             |
| 1709-1767 | August Frans              | 31-7-1705 | 16-5-1767  | broer                            |
| 1743-1762 | Christiaan Adolf Frederik | 22-1-1736 | 11-7-1762  | zoon van Karel Frederik Gottlieb |
| 1762-1773 | Christiaan Frederik Karel | 26-2-1730 | 13-10-1773 | kleinzoon van Wolfgang Dietrich  |
| 1773-1806 | Albrecht Frederik Karel   | 2-5-1766  | 11-4-1810  | zoon                             |
| 1773-1803 | Christiaan Frederik       | 21-4-1772 | 28-3-1850  | broer                            |

## Regenten in Castell-Rüdenhausen
| regering  | naam                | geboren    | overleden | familie                                                |
| --------- | ------------------- | ---------- | --------- | ------------------------------------------------------ |
| 1597-1635 | Gotfried            | 16-1-1577  | 6-8-1635  | zoon van Wolfgang I                                    |
| 1635-1653 | Georg Frederik      | 21-8-1600  | 20-3-1653 | zoon                                                   |
| 1653-1681 | Philips Gotfried    | 11-11-1641 | 10-6-1681 | zoon                                                   |
| 1681-1749 | Johan Frederik      | 6-2-1675   | 23-6-1749 | zoon                                                   |
| 1749-1803 | Frederik Lodewijk   | 17-2-1746  | 7-2-1803  | zoon                                                   |
| 1803-1806 | Christiaan Frederik | 21-4-1772  | 28-3-1850 | zoon van Christiaan Frederik Karel van Castell-Castell |